# Wspinaczka sportowa na World Games 2017

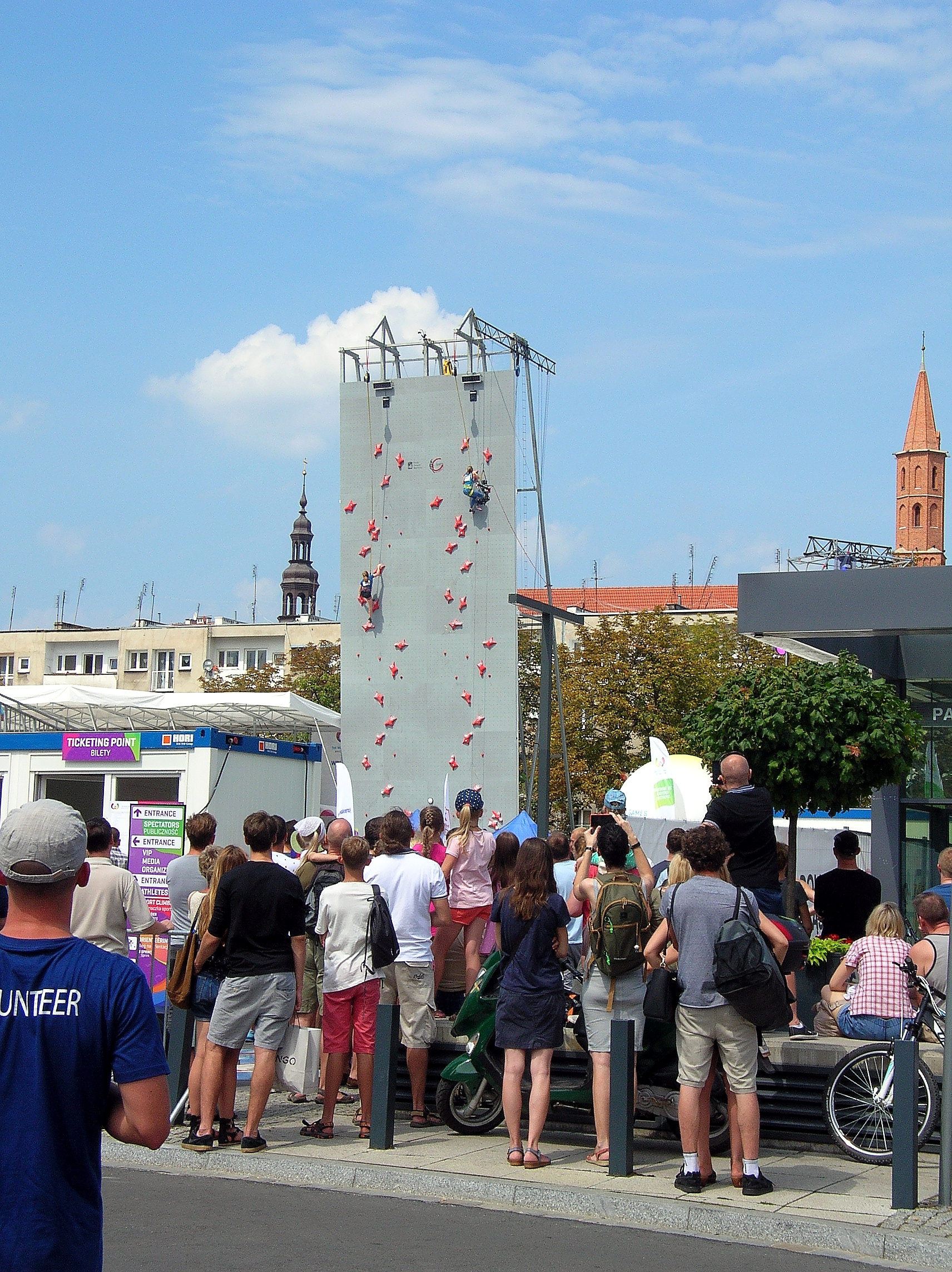
Wrocław, World Games 2017 - ściana do wspinaczki sportowej na czas.

Wspinaczka sportowa na World Games 2017 została rozegrana w dniach 21-23 lipca 2017 roku na placu Nowy Targ we Wrocławiu. W finale wspinaczki na czas Rosjanka Julija Kaplina ustanowiła nowy rekord świata we wspinaczce sportowej na czas, pokonując standardową drogę wspinaczkową na ścianie o wysokości 15 m w czasie 7,32 sekundy.

## Harmonogram
Legenda
| E | Eliminacje |  | Finał (ilość) |

| Lipiec 2017         | 21 | 22 | 23 |
| ------------------- | -- | -- | -- |
| Wspinaczka sportowa | 2  | 2  | 2  |

## Uczestnicy
W rywalizacji wzięło udział 63 zawodników z 23 krajów. Rozegrano trzy konkurencje wspinaczkowe: prowadzenie, bouldering oraz wspinaczkę na czas.
Reprezentacja Polska liczyła 5 zawodniczek i 4 zawodników, którzy startowali w konkurencjach;
- we wspinaczce na czas: Marcin Dzieński (zajął 4 m.), Aleksandra Mirosław (5 m.), Anna Brożek (7 m.), Patrycja Chudziak (8 m.), Rafał Halasa (11 m.), a Klaudia Buczek była 12 m.
- w boulderingu: Katarzyna Ekwińska i Andrzej Mecherzyński zajęli 10 m., natomiast
- w prowadzeniu: Maciej Dobrzański był 7.

## Medaliści[5]

### Mężczyźni
| Konkurencja  | Złoto              | Srebro           | Brąz              |
| bouldering   | Yoshiyuki Ogata    | Jan Hojer        | Aleksiej Rubcow   |
| prowadzenie  | Keiichiro Korenaga | Yuki Hada        | Sean McColl       |
| wsp. na czas | Reza Alipour       | Danyjił Bołdyrew | Stanisław Kokorin |

### Kobiety
| Konkurencja  | Złoto            | Srebro         | Brąz             |
| bouldering   | Staša Gejo       | Miho Nonaka    | Fanny Gibert     |
| prowadzenie  | Anak Verhoeven   | Janja Garnbret | Julia Chanourdie |
| wsp. na czas | Julija Kaplina 0 | Anouck Jaubert | Anna Cyganowa    |

## Klasyfikacja medalowa
| Miejsce            | Reprezentacja      | Złoto | Srebro | Brąz | Razem |
| 01 !               | Japonia            | 2     | 2      | 0    | 4     |
| 02 !               | Rosja              | 1     | 0      | 3    | 4     |
| 03 !               | Belgia             | 1     | 0      | 0    | 1     |
| 03 !               | Iran               | 1     | 0      | 0    | 1     |
| 03 !               | Serbia             | 1     | 0      | 0    | 1     |
| 6                  | Francja            | 0     | 1      | 2    | 3     |
| 7                  | Niemcy             | 0     | 1      | 0    | 1     |
| 7                  | Słowenia           | 0     | 1      | 0    | 1     |
| 7                  | Ukraina            | 0     | 1      | 0    | 1     |
| 10                 | Kanada             | 0     | 0      | 1    | 1     |
| Ogółem (10 państw) | Ogółem (10 państw) | 6     | 6      | 6    | 18    |